# Ostiactis pearseae
Ostiactis pearseae (Daly & Gusmão, 2007) è una specie di celenterato antozoo nella superfamiglia Metridioidea dell'ordine Actiniaria. È l'unica specie del genere Ostiactis  e della famiglia Ostiactinidae .

## Descrizione
La specie ha muscoli basilari e sfintere marginale mesogleale, corpo con base ben sviluppata e muscoli basilari. Colonna non chiaramente divisibile in scapus e scapulus; scapus senza cuticola, con ventose delimitate sparse distalmente. Colonna senza cinclide. Tentacoli sistemati regolarmente, non addensati sul lato aborale. Dodici coppie di mesenteri perfetti e fertili, disposte a gruppi di sei, non divisibili in macro e microcnemi. Muscoli del divaricatore deboli ma circoscritti. No aconzio. Cnidoma: spirocisti robusti, basitrici, olotrici, p-mastigofori microbasici.
Gli esemplari studiati sono stati raccolti in una "caduta di balene" a circa 3.000 metri di profondita nel Canyon Monterey a circa 25 miglia al largo della baia omonima nella California centrale.

## Tassonomia
La specie Anthosactis pearseae venne descritta la prima volta da Marymegan Daly e Luciana Gusmão nel 2007 e assegnata al genere Anthosactis della famiglia Actinostolidae. Successivamente uno studio filogenetico pubblicato nel 2012 ha portato ad assegnare l'Anthosactis pearseae ad un nuovo genere chiamato Ostiactis, con il nome Ostiactis pearseae, per il quale è stata definita una apposita famiglia Ostiactinidae, assegnata alla superfamiglia Metridioidea.